# Richard Drexl

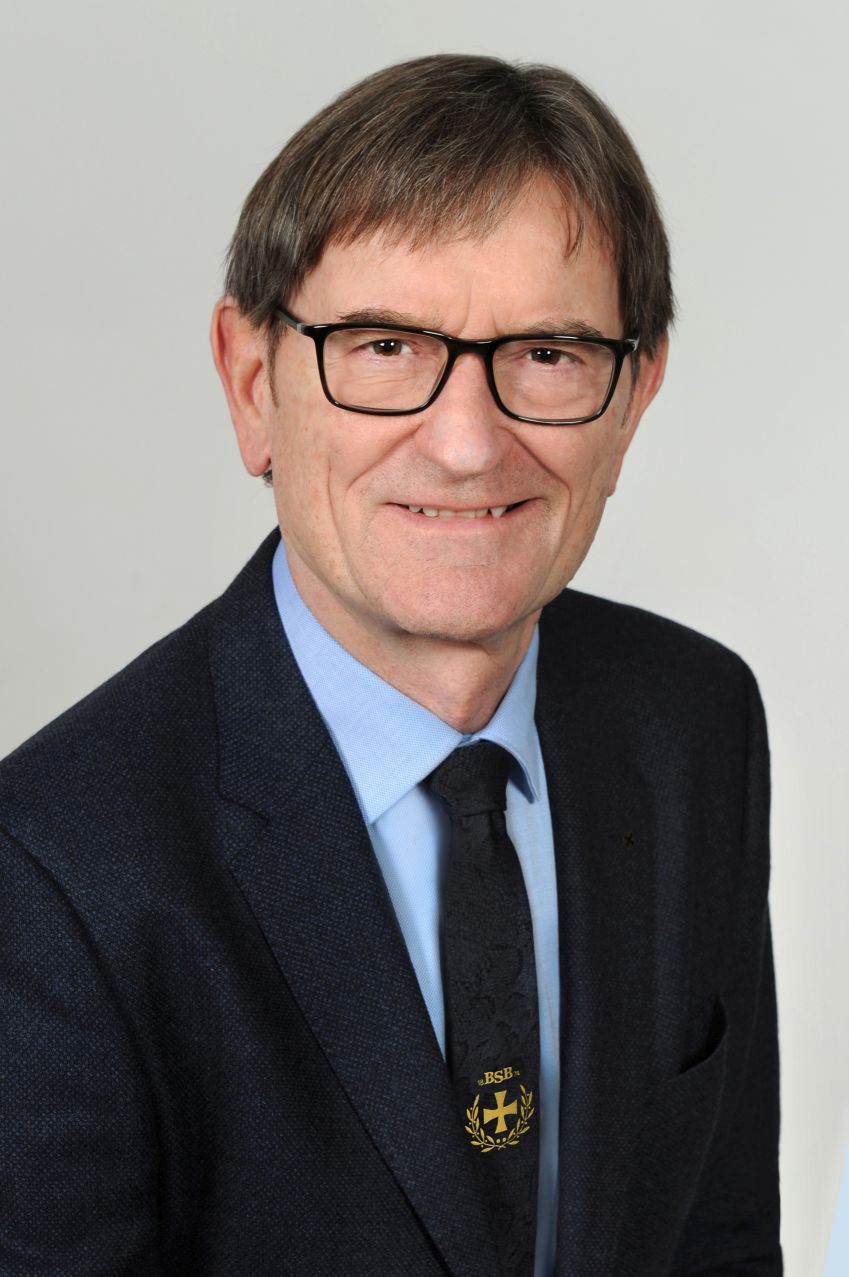

Richard Drexl (* 19. August 1952 in Weil) ist ein deutscher Oberst a. D. der Luftwaffe, Kommunalpolitiker (Freie Wähler) und Autor. Seit 2014 ist er Präsident des Bayerischen Soldatenbundes 1874 e.V.

## Ausbildung und Beruf
Richard Drexl absolvierte nach Abschluss der Volksschule in Weil eine Lehre als Maschinenschlosser bei der Bundesbahn in Augsburg (1966–1970). Anschließend besuchte er die Berufsaufbauschule in Landsberg am Lech (1968–1971) und dann die Fachoberschule in Augsburg, die er 1972 mit der Fachhochschulreife abschloss.
1972 trat Drexl als Offizieranwärter in Fürstenfeldbruck in die Bundeswehr ein. Nach der Ausbildung zum Offizier des Truppendienstes absolvierte er ein Studium der Luft- und Raumfahrttechnik an der Hochschule der Bundeswehr in Neubiberg. Das Studium schloss er 1976 als graduierter Ingenieur ab.
Es folgten Verwendungen als Technischer Offizier im Hubschraubertransportgeschwader 64 und im Lufttransportgeschwader 61 in Penzing (1976–1981). Im Bundesministerium der Verteidigung (BMVg) in Bonn war er von 1981 bis 1986 als Sachbearbeiter für Rüstungsvorhaben der Luftwaffe tätig. Im Anschluss war Drexl von 1986 bis 1993 Stabsoffizier im damaligen Jagdbombergeschwader 34 in Memmingen. Anschließend folgten Aufgaben in höheren Kommandobehörden der Luftwaffe und im BMVg: Bevollmächtigter der Luftwaffe für das Waffensystem Panavia Tornado im BMVg (1993–1996), Organisationsstab (Leitungsstab BMVg) Bonn (1996–2001), Abteilungsleiter A3 im Luftwaffenmaterialkommando Köln-Wahn (2001–2003) und Stellvertretender General Luftwaffenrüstung im Waffensystemkommando der Luftwaffe Köln/Wahn (2006–2008). In dieser Verwendung war er mitverantwortlich für die Rüstungsvorhaben aller fliegenden Waffensysteme der Bundeswehr. Von 2003 bis 2006 war Drexl Kommandeur des Luftwaffeninstandhaltungsregiments 1 in Erding und von 2008 bis zu seiner regulären Versetzung in den Ruhestand im Jahr 2013 Kommandeur der Technischen Schule der Luftwaffe 1 in Kaufbeuren.

## Politik
Bereits Anfang der 1990er Jahre kandidierte Drexl für den Gemeinderat in seinem Wohnort Trunkelsberg, konnte dieses Engagement aus beruflichen Gründen allerdings nicht vertiefen. 2012 trat er den Freien Wählern (FW) bei, Kandidaturen zum Bundestag und zum Bayerischen Landtag im Jahr 2013 blieben erfolglos. 2014 wurde er zum Stadtrat in Kaufbeuren und 2017 zum stellvertretenden Fraktionsvorsitzenden der Freie Wähler-Stadtratsfraktion gewählt. Als Kommandeur initiierte er den „Kaufbeurer Dialog“, nachdem er bereits während seiner Tätigkeit in Erding das „Gespräch in Erding“ ins Leben gerufen hatte. Hierbei handelte es sich jeweils um Gesprächsreihen für die interessierte Öffentlichkeit, um unter Einbeziehung bekannter Persönlichkeiten aus Politik und Gesellschaft sowie der Diskussion politischer Inhalte der Politikmüdigkeit entgegenzuwirken.
Im Jahr 2020 setzte er im Onlinemagazin Tichys Einblick die Überprüfung der Verfassungstreue eines Bundeswehr-Offiziers mit den Methoden nationalsozialistischer Terrorherrschaft als „zeitgeschichtliche Parallele“ gleich.

## Ehrenamt
Seit 2014 ist Drexl Präsident des Bayerischen Soldatenbundes (BSB). Hier setzt er sich u. a. besonders für den Erhalt der bayerischen Militärtradition im Interesse der wehrhaften Demokratie, das Gedenken an die Gefallenen und die Unterstützung der Bundeswehr und ihrer Soldaten ein, hält Vorträge und ist Autor von Artikeln über sicherheits- und militärpolitische Themen. Er verfasst regelmäßig Beiträge für das Verbandsmagazin „treue Kameraden“ des Bayerischen Soldatenbunds 1874 e.V.
Zudem ist er seit 2014 stellvertretender Präsident der Arbeitsgemeinschaft für Reservisten-, Soldaten- und Traditionsverbände in Bayern e.V. (ARST) sowie Mitglied im Beirat für Reservistenangelegenheiten und vertritt die Interessen der ehemaligen Soldaten und Veteranen in Bundeswehr und Gesellschaft.
An einer Grundschule in Kaufbeuren war er als Lesepate für zugewanderte Schüler tätig.
2025 wurde ihm der Bayerische Verdienstorden verliehen.

## Veröffentlichungen
- Richard Drexl: Planung, Entwicklung, Beschaffung, Einführung und Nutzung von Wehrmaterial, Report Verlag, Frankfurt am Main, 2000, ISBN 3-932385-07-1
- Richard Drexl, Josef Kraus: Nicht einmal bedingt abwehrbereit. Die Bundeswehr zwischen Elitetruppe und Reformruine, Finanzbuch-Verlag, Edition Tichys Einblick, München 2019, ISBN 978-3-95972-180-6
- Richard Drexl, Josef Kraus: Nicht einmal bedingt abwehrbereit. Die Bundeswehr in der Krise, Finanzbuch-Verlag, Edition Tichys Einblick, München 2021, ISBN 978-3-95972-379-4